# Gina Russo
Pour les articles homonymes, voir Russo.
Gina Russo est un personnage de la série télévisée Nip/Tuck, joué par l'actrice Jessalyn Gilsig.
Dans la saison 1, cette femme nymphomane et cynique rencontre Christian Troy dans le cadre d'une réunion des dépendants sexuels anonymes. 
Gina et Christian briseront leur abstinence et seront brièvement partenaires. Quelques épisodes plus tard, Gina dit à Christian qu'elle est enceinte et qu'il est apparemment le père de son enfant. Toutefois, le jour de l'accouchement, le fils de Gina, prénommé Wilber, s'avère être noir, ce qui signifie que Christian n'en est pas le père, contrairement à ce qu'elle pensait: son véritable père est James Sutherland, l'un des nombreux autres amants de passage de Gina. 
Dans la saison 2, James reprend à Gina la garde de Wilber. Plus tard, toujours dans la saison 2, Gina apprend qu'elle est séropositive. Il sera expliqué dans la saison 5 qu'elle a rapidement pardonné l'homme qui lui a transmis le virus du Sida, au point de prendre en charge sa trithérapie.
Dans la saison 3, Gina aide Julia McNamara à ouvrir un spa, appelé De La Mer. Dans le dernier épisode de la saison, Gina est agressée par le Découpeur, ce qui lui vaut d'être ensuite opérée par Christian et Sean, qui effacent les cicatrices laissées sur son visage. 
Dans la saison 4, Julia revend à Gina les parts du spa qu'elle détenait. À la fin de la saison, Gina découvre que Christian est devenu le tuteur légal de Wilber (conformément au testament de James, qui vient de mourir), alors qu'elle n'a toujours pas le droit de s'occuper de l'enfant. Christian, refusant même qu'elle s'approche de Wilber, Gina va enlever son fils quelques heures, avant de se rendre compte qu'elle ne ferait pas une bonne mère. 
Au cours de la saison 5, Sean McNamara engage Gina comme réceptionniste à la clinique qu'il a ouvert avec Christian à Los Angeles (il est expliqué que Gina a entre-temps revendu son spa). Gina est toujours profondément attirée par Christian et cherche à semer le trouble dans la relation que celui-ci entretient avec Julia, dont il est désormais l'amant. Un soir, Gina donne rendez-vous à Christian sur le toit de la clinique, pour qu'ils fassent l'amour ensemble une dernière fois ; pendant leur rapport sexuel, Christian pousse par mégarde Gina dans le vide et la tue accidentellement. La police conclut rapidement au suicide. 